# Королёв, Николай Андрианович

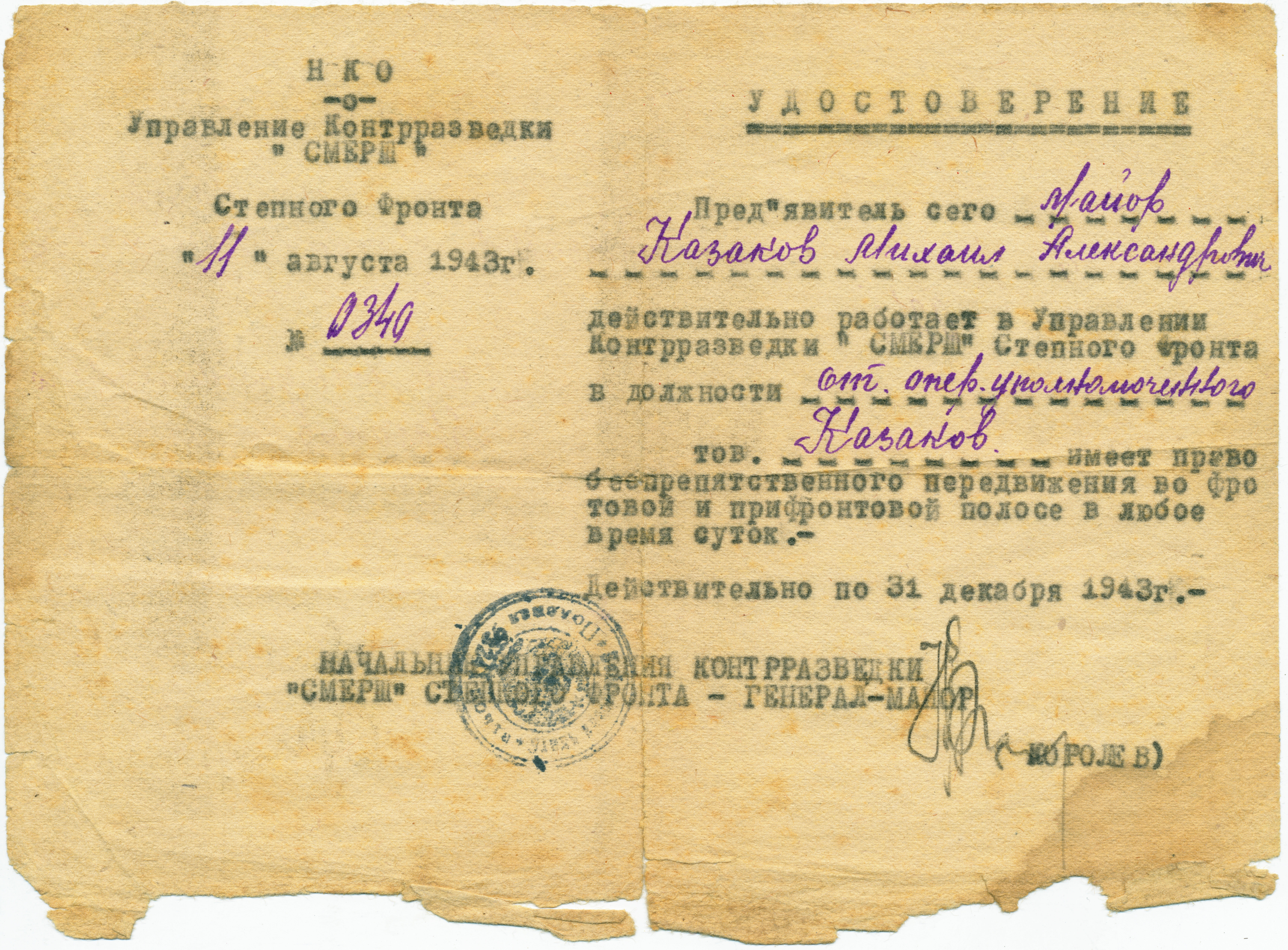
Удостоверение майора «СМЕРШ» за подписью генерал-майора Королёва Н. А. (1943)

Никола́й Андриа́нович Королёв (1907—1986) — заместитель министра государственной безопасности СССР по милиции, генерал-лейтенант (1944).

## Биография
Родился в русской семье обжигальщика кирпича. Член ВКП(б) с октября 1924. С 14 лет работал на заводе и фабрике в Боровичах учётчиком и табельщиком. С 1923 по 1925 учился в школе ФЗУ, с 1925 по 1929 — секретарь комитета комсомола, формовщик и нормировщик на заводе в Боровичах.
В РККА — с марта 1929. Курсант, с февраля 1931 — инструктор 1-й школы авиатехников Ленинградского военного округа. С октября 1933 — слушатель Военно-воздушной академии РККА им. Н. Е. Жуковского, секретарь партбюро курса. В январе 1939 направлен на работу в НКВД. В органах госбезопасности с 1939, работал в Особых отделах и СМЕРШе. Начальник 3-го Главного управления МГБ СССР с 10 ноября 1947 по 3 января 1951. Заместитель министра госбезопасности СССР по милиции с 31 декабря 1950 по 26 августа 1951.
Арестован 4 ноября 1951 по делу В. С. Абакумова. В 1952 исключён из партии. Находился под стражей до 31 декабря 1953. В июне 1954 уволен из органов госбезопасности по фактам дискредитации и лишён генеральского звания.

### Звания
- Воентехник 1-го ранга;
- Капитан ГБ (4 февраля 1939);
- Полковник (июнь 1941);
- Майор ГБ (11 сентября 1941);
- Старший майор ГБ (3 января 1942);
- Комиссар ГБ (14 февраля 1943);
- Генерал-майор (26 мая 1943);[2]
- Генерал-лейтенант (31 июля 1944)[3].

### Награды
2 ордена Красного Знамени, орден Ленина (1944), орден Красной Звезды, орден Отечественной войны I степени, орден Кутузова II степени (28 апреля 1945), орден Богдана Хмельницкого II степени (13 сентября 1944), медали.